# SIAI-Marchetti SM-101
Il SIAI-Marchetti SM-101 era un monomotore da trasporto passeggeri realizzato dall'azienda Italiana SIAI-Marchetti negli anni quaranta e rimasto allo stadio di prototipo.
Dopo il primo volo, effettuato il 20 dicembre 1947, l'azienda ritenendo che fosse difficile trovare spazi di mercato per la vendita di un monomotore civile di tali caratteristiche preferì abbandonare il programma in favore del bimotore SM-102.

## Descrizione tecnica
L'SM.101 era caratterizzato da una fusoliera dotata di cabina di pilotaggio chiusa a due posti affiancati, seguita da un vano passeggeri dalla capacità di 6 posti a sedere e che terminava in una coda dall'impennaggio classico monoderiva. L'ala era montata bassa ed a sbalzo. Il carrello d'atterraggio era un triciclo classico, anteriormente retrattile, integrato posteriormente da un ruotino d'appoggio posto sotto la coda. La propulsione era affidata ad un motore radiale di produzione cecoslovacca, un Walter Bora da 235 hp (175 kW), montato sul muso.